# هورست پتر
هورست پتر (آلمانی: Horst Peter؛ زادهٔ ۲۴ آوریل ۱۹۴۶) بازیکن والیبال اهل آلمان شرقی بود.